# John White (évêque)
Pour les articles homonymes, voir John White et White.
John White (1510 - 12 janvier 1560) est un évêque anglais catholique romain qui est promu sous le règne de Marie Tudor.

## Biographie
John White est né à Farnham dans le Surrey, fils de Katherine née Wells et de Robert White, un marchand de Farnham. Son frère aîné est Sir John White (c.1500-1573), Lord Maire de Londres.
Il fait ses études au Winchester College et au New College d'Oxford, où il obtient un BA en 1529, une MA en 1534 et un DD en 1555.
Il est directeur du Winchester College à partir de 1541, et écrit des vers sur le mariage de Marie Ire et de Philippe II d'Espagne. Il est archidiacre de Taunton de 1551 à 1554, après quoi il est évêque de Lincoln de 1554 à 1556. Il est alors évêque de Winchester à partir de 1556. À la mort de Marie Ire, lors de la cérémonie funèbre, John White, lui fait des louanges : « Elle était la fille du roi ; elle était la sœur d'un roi ; elle était l'épouse d'un roi. Elle était une reine, et par le même titre, un roi, ».
En 1559, il est privé de son siège d'évêque de Winchester à l'avènement d'Élisabeth Ire, et est emprisonné pour son refus de reconnaitre la suprématie de la reine envers l'église. Il est libéré et meurt de maladie quelque temps plus tard.
Il y a un mémorial pour lui dans la chapelle du Winchester College.